# Rudolf ze Stubenbergu
Rudolf ze Stubenbergu počeštěně též ze Stubenberka (německy: Rudolf von Stubenberg, 16. století - 1. února 1620, Jičín) byl český šlechtic ze štýrského šlechtického rodu Stubenbergů. Angažoval se v české stavovské politice, byl císařským úředníkem, ale také aktivním účastníkem povstání proti císaři.

## Život
Přesné datum Rudolfova narození není známo. Narodil se jako syn Jana VI. ze Stubenbergu a jeho manželky, rozené z Trauttmansdorffu.
Dědickou smlouvou z roku 1588 mezi jím a jeho dvěma žijícími bratry Bedřichem a Jiřím Hartmanem připadl Rudolfovi rodový majetek v Čechách, kde se jako první z kapfenberské linie štýrských protestantských Stubenbergů trvale usadil. Sídlil v Novém Městě nad Metují, které bylo v držení rodu od roku 1548. Kolem roku 1590 vlastnil také panství Homole.
Rudolf se aktivně účastnil české stavovské politiky a údajně se podílel jak na stavovském povstání, tak i na pražské defenestraci.
V roce 1620 byl členem císařské komise, která měla urovnat dědické spory mezi sestrami Smiřickými Alžbětou Kateřinou a Markétou Salomenou, provdanou Slavatovou, týkající se zejména jičínského zámku. Při inventarizaci majetku 1. února 1620 zapálila Alžběta Kateřina sudy se střelným prachem uskladněné ve sklepení zámku. Následný výbuch silně poškodil budovu a usmrtil asi 50 osob, mezi nimi také Rudolfa ze Stubenbergu.
Události po bitvě na Bílé hoře v roce 1620 vedly ke konfiskacím majetků protestantů v Čechách, což se dotklo i rodiny zahynuvšího Rudolfa ze Stubenbergu. Celé Novoměstské panství přešlo na Albrechta z Valdštejna a Rudolfova vdova Justýna, zcela bez prostředků musela s ani ne dvouletým synem Janem Vilémem opustit novoměstský zámek a vyhledat pomoc u příbuzných v Rakousku.
Útočiště jim poskytl bratranec zesnulého Rudolfa Jiří ze Stubenbergu na svém zámku v Schallaburgu v Dolním Rakousku.
Justýna se synem později emigrovala do Saska, kde v roce 1632 zemřela. Janu Vilémovi bylo v té době 13 let a po smrti matky vyrůstal v péči učitele české protestantské kolonie v Drážďanech. V roce 1641 po vleklých sporech získal panství Schallaburgu jako říšské léno. Jeho syn Rudolf Vilém ze Stubenbergu, vnuk Rudolfa ze Stubenberg, zde vyrůstal po roce 1643 a roku 1664 emigroval do Řezna, kde nechal vybudovat u kostela Nejsvětější Trojice rodinnou hrobku, kde byla pohřbena jeho matka, první manželka i přenesené ostatky jeho otce Jana Viléma a poté i on sám.

### Manželství a rodina
Rudolf byl celkem třikrát ženatý. První dvě Rudolfovy manželky zemřely nedlouho po svatbě.
- jeho první manželkou byla Alžběta z Khevenhülleru (* 1569), s níž měl dceru, která zemřela v dětství.
- ve druhém manželství se oženil s Kateřinou ze Smiřic, dcerou Václava Smiřického (1564–1593) z náchodské linie Smiřických ze Smiřic a jeho manželky Dorotey, rozené ze Šternberka.
- V roce 1610 se Rudolf v Linci oženil potřetí. Jeho ženou se stala Justýna z Zelkingu a v roce 1619 se jim narodil jediný syn Jan Vilém, který se později stal překladatelem a známým barokním básníkem.